# کریستیانو دا سیلوا
کریستیانو دا سیلوا (به پرتغالی: Cristiano da Silva) هافبک اهل برزیل است که در شهر Campo Mourão و در تاریخ ۱۲ ژانویهٔ ۱۹۸۷ به دنیا آمده‌است.
کریستیانو دا سیلوا در تیم‌های فوتبال کوریتیبا سابقهٔ حضور دارد.